# Wapen van Noord-Macedonië
Het wapen van Noord-Macedonië (Macedonisch: Грб на Северна Македонија, Grb na Severna Makedonija) is het heraldische symbool van de republiek Noord-Macedonië.
Het huidige wapen is ingevoerd op 16 november 2009. Het ontwerp is gebaseerd op het wapen dat op 27 juli 1946 met de grondwet van de Socialistische Republiek Macedonië binnen Joegoslavië werd ingevoerd. Toen Noord-Macedonië in 1992 onafhankelijk werd, werd het wapen zonder wijzigingen overgenomen. In 2009 werd de rode ster uit het wapen verwijderd.
Het ontwerp bestaat uit een symmetrische krans van tarwearen, tabaksbladeren en klaproosvruchtbladeren, verbonden door een band in een traditioneel rood-wit figuur. In de ovale ruimte in de krans bevindt zich een opkomende gouden zon achter een blauwe berg, met aan de voet van die berg een rivier of een meer. Tot de wijziging van het wapen in 2009 werd het 'gekroond' door een vijfpuntige rode ster, het traditionele symbool van het communisme. Het wapen moet de rijkdom van het land en de strijd voor vrijheid symboliseren. Het wapen is gebaseerd op het wapen van de Sovjet-Unie en is dan ook in de stijl van de socialistische heraldiek gemaakt.
Na het verkrijgen van de onafhankelijkheid strandden alle voorstellen om een nieuw wapen in te voeren. Een ontwerp uit 1992, met het oude nationale Noord-Macedonische symbool van de gouden leeuw op een rood schild, stuitte op weerstand van de grote Albanese minderheid in Noord-Macedonië. Tevens werd dat ontwerp al door meerdere politieke partijen, waaronder de VMRO–DPMNE gebruikt en lijkt het sterk op het wapen van Bulgarije. Pas in 2009 kwam er een wijzigingsvoorstel dat op brede steun in het Noord-Macedonische parlement kon rekenen: het voorstel om de rode ster uit het wapen te verwijderen werd aangenomen met 80 stemmen voor en 18 stemmen tegen.